# Adventures of Power
Adventures of Power ist eine US-amerikanische Filmkomödie von Ari Gold aus dem Jahr 2008.

## Handlung
Der junge Power und sein Vater Harlan arbeiten nahe der Grenze zu Mexiko in einer US-amerikanischen Kupfermine. Power, der bei seiner Tante Joni lebt, hat jedoch ganz andere Interessen. Er lebt in seiner eigenen kleinen Welt, in der sich alles um das Luftschlagzeug dreht. In jeder freien Sekunde trommelt er auf seinem imaginären Schlagzeug. Da der geldgierige Minenbesitzer Dick Houston nicht bereit ist, seinen Minenarbeitern höhere Löhne zu bezahlen, treten sämtliche Arbeiter in den Streik. Power wird kurz zuvor entlassen.
Power beteiligt sich an einem Luftschlagzeugwettbewerb in einem nur 40 Meilen entfernten mexikanischen Dorf. Dort wird der Luftschlagzeuglehrer Carlos aus Newark auf ihn aufmerksam und gibt ihm seine Visitenkarte. Seinen Traum vor Augen, trampt er nach Newark und stößt zur „Jersey Krew“. Carlos bereitet sein Team auf die große Luftschlagzeugmeisterschaft vor, bei der auch Dick Houstons Sohn Dallas auftreten wird. Dallas ist ein gefeierter Popstar, für den die Meisterschaft allerdings nur einen Zeitvertreib darstellt.
Power lernt die gehörlose Annie kennen, und beide verlieben sich ineinander. Annie, die als kleines Kind bei einem Rockkonzert wegen der zu lauten Musik taub geworden ist, unterstützt Power in jeder Hinsicht und gibt ihm ein ganz neues Gefühl für Musik. Bei der Meisterschaft kommt die „Jersey Krew“ bis ins Finale gegen Dallas Houston. Da seine Bandmitglieder allesamt disqualifiziert werden, muss Power nun beweisen, dass er der wahre Meister ist. Mit letzter Kraft und trotz Dallas’ Sabotageversuchen schafft er es und fällt Annie überglücklich in die Arme. Auch sein Vater, der diesem Hobby sehr kritisch gegenüberstand, ist nun sehr stolz auf seinen Sohn.

## Kritik
„Eine völlig skurrile, aber nie in Klamauk abdriftende Persiflage des amerikanischen Traums – unterlegt mit einem grandiosen 80er-Soundtrack. Kult!.“

„Offenbar existiert nicht nur eine Szene für Luftgitarristen, sondern auch eine für Luftschlagzeuger. Das behauptet zumindest frank und frech diese gut gelaunte US-Kinokomödie und folgt damit wie so manches Lachwerk der jüngeren Zeit dem erprobten Prinzip, Antiheldensiegeszüge vor dem Hintergrund möglichst abstruser Wettbewerbe zu zelebrieren. Jon Heder, als ‚Napoleon Dynamite‘ ein Meister dieser Zunft, wird sich auf Konkurrenz einstellen müssen, denn Autor, Star und Regisseur Ari Gold bedient ziemlich treffsicher dasselbe Nerd-Klischee. Kultverdächtig.“